# 隈庄町
隈庄町（くまのしょうまち）は、熊本県の中部、下益城郡にかつてあった町である。

## 地理
- 河川：浜戸川

## 歴史
- 1889年（明治22年）4月1日 - 町村制が施行。下益城郡隈庄町、宮地村、下宮地村、島田村、六田村が合併して隈庄町が発足。
- 1949年（昭和24年）5月30日 - 昭和天皇の戦後巡幸。町内の軍用飛行場の跡地に作られた隈庄開拓地（引揚者ら60戸が入植）を視察。開拓地の印象を三首の御製とした。[1][2]。
- 1955年（昭和30年）3月1日 - 杉上村、豊田村と合併して城南町となる。

## 町長
- 林田登

## 学校
- 隈庄町立隈庄幼稚園
- 隈庄町立隈庄小学校
- 隈庄町立隈庄中学校
- 組合立下益城中学校（隈庄中学校と杉上村立杉上中学校が合併して開校）